# 小行星4400
小行星4400（4400 Bagryana）是一颗绕太阳运转的小行星，为主小行星带小行星。该小行星于1985年8月24日发现。

## 轨道参数
小行星4400的轨道半长轴为2.3680706 UA，离心率为0.138。